# Bichroma famula
Bichroma famula är en fjärilsart som beskrevs av Eugen Johann Christoph Esper 1789. Bichroma famula ingår i släktet Bichroma och familjen mätare. Inga underarter finns listade i Catalogue of Life.